# Ultra Panavision 70
Ultra Panavision ist ein 1962 eingeführtes anamorphotisches Filmaufnahmeverfahren für 70-mm-Breitwandfilme.

## Hintergrund
Ultra Panavision war identisch mit dem System Camera 65 von Metro-Goldwyn-Mayer (MGM). Mit einer anamorphotischen Linse wurde das Bild in der Horizontalen mit einem Faktor von 1,25 zusammengedrückt und mit einer Bildfrequenz von 24 Bildern pro Sekunde auf einem 65-mm-Filmnegativ aufgenommen. Daraus konnte eine 70-mm-Filmkopie mit sechs Magnettonstreifen oder eine übliche 35-mm-Kopie erstellt werden. In beiden Formaten wurde das Bild während der Kinovorführung mit einem  Anamorphoten entzerrt. Eine Aufführung im vollen 2,76:1-Seitenverhältnis im 70-mm-Filmformat war aufgrund der begrenzten Leinwände nicht immer möglich. Auch beim Umkopieren auf den 35-mm-Film gingen Bildinformationen verloren. Beim Drehen musste dies berücksichtigt werden. Trotz der seitlichen Bildverluste überzeugte das System in den 70-mm-Roadshow-Aufführungen und zeichnete sich durch gute Bildqualität auf dem 35-mm-Film aus.
Panavision entwickelte bereits Camera 65 für MGM, welches 1957 damit Im Land des Regenbaums als ersten Film produzierte. Die Produktion war ein Versuchsballon für das in Vorbereitung befindliche Großprojekt Ben Hur. Paradoxerweise kam der Film aber nie in 70 mm in die Kinos, da zum Zeitpunkt des Starts die noch sehr wenigen 70-mm-Projektion besitzenden Theater mit der Todd-AO-Produktion In 80 Tagen um die Welt blockiert waren. Nach Ben Hur verfeinerte Panavision das Linsensystem und baute in Folge eigene 65-mm-Panavision-Kameras, während bis dahin schwere Mitchell-Geräte zum Einsatz kamen. Während der Produktion von Meuterei auf der Bounty übernahm Panavision das System vom von der Entwicklung finanziell angeschlagenen Studio MGM und benannte es in „Ultra Panavision“ um. Das Aufnahmeverfahren stand nun auch anderen Filmgesellschaften zur Verfügung. Zwischen 1962 und 1966 entstanden damit sechs Großproduktionen. Während United Artists für vier Filme verantwortlich war, produzierte Samuel Bronston mit Der Untergang des Römischen Reiches und Warner Bros. mit Die letzte Schlacht (1965) nur je einen Film in diesem System.
Einige Szenen in Das war der wilde Westen wurden in Ultra Panavision aufgenommen und auf das dreistreifige Cinerama-Format umkopiert. Mit Ausnahme von Der Untergang des Römischen Reiches wurden ab 1963 alle in Ultra Panavision gedrehten Filme mit der Marke „Cinerama“ beworben, da die Cinerama Inc. ihr konventionelles 3-Streifen-System zugunsten der 70 mm Single-Lens-Projektion aufgegeben hatte. Zudem entsprach die Aspect Ratio von Ultra Panavision 1:2,76 fast jener des alten Cinerama (1:2,7). Die 70-mm-Filmkopie für Cinerama musste optisch korrigiert werden, um die Aufführung auf der gebogenen Leinwand zu ermöglichen, die jetzt allerdings nur noch 120 Grad betrug (anstatt 145 Grad beim 3-Streifen-Prozess). Das Aufkommen von 70-mm-Blow-Up, das teurere Filmmaterial und höhere Entwicklungskosten verhinderten schließlich eine regelmäßige Filmproduktion. Während der Dreharbeiten zu Eisstation Zebra wurde Ultra Panavision durch das einfachere sphärische Super Panavision ersetzt, was das vorläufige Ende des Aufnahmeverfahrens bedeutete.
Lange Zeit galt der Film Khartoum (1966) als letzter Film in diesem Breitwandformat. Erst 2015 wurde mit Quentin Tarantinos The Hateful Eight erneut ein Film unter Verwendung der originalen Ultra-Panavision-70-Linsen gedreht.

## Filme in Ultra Panavision
- 1962: Meuterei auf der Bounty (Mutiny on the Bounty)
- 1963: Eine total, total verrückte Welt (It's a Mad, Mad, Mad, Mad World)
- 1964: Der Untergang des Römischen Reiches (The Fall of the Roman Empire)
- 1965: Die größte Geschichte aller Zeiten (The Greatest Story Ever Told)
- 1965: Dr. Goldfoot und seine Bikinimaschine (Dr. Goldfoot and the Bikini Machine)
- 1965: 40 Wagen westwärts (The Hallelujah Trail)
- 1965: Die letzte Schlacht (Battle of the Bulge)
- 1966: Khartoum (Khartoum)
- 2015: The Hateful Eight
- 2016: Rogue One: A Star Wars Story (nützt die Ultra Panavision 70 Anamorphoten in Kombination mit digitalen Aufnahmeverfahren)[2]
- 2025: Blood & Sinners (Sinners), in Kombination mit IMAX-Kameras